# Jean-Marie Musy

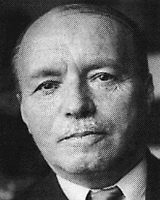

Jean-Marie Musy (Albeuve, 10 april 1876 - Fribourg, 22 april 1952) was een Zwitsers christendemocratisch staatsman.
Musy's ouders waren eigenaar van Auberge d'Angel in Albeuve en hij groeide op in een middenklassengezin. Hij studeerde aan de Sint Michielsuniversiteit in Fribourg en in de abdij van Sint Maurice. In 1904 promoveerde hij in de rechten en in 1906 opende hij een advocatenpraktijk in Bern. In 1906 trouwde Jean-Marie Musy met Julietta de Meyer, de dochter van graaf Jules de Meyer en Maria Pocobelli-Meyer.
Musy speelde een belangrijke rol in de opzet van de kaascoöperaties van Gruyère (1913). 
In 1914 werd Musy voor de Christendemocratische Volkspartij in de Nationale Raad (parlement) gekozen. In 1919 werd hij in de Bondsraad van Zwitserland gekozen als opvolger van Gustave Ador. Hij beheerde het departement van Financiën (1919-1934). In 1924 was hij vicepresident en in 1925 en in 1930 bondspresident van Zwitserland.
In 1934 trad hij uit de Bondsraad en was daarna nog economisch adviseur van diverse bedrijven. In 1939 ging hij met pensioen.
Musy en zijn zoon Benoît redden op 5 februari 1945 het leven van 1210 Joden in Duitse concentratiekamp Theresienstadt. De groep werd  voor 1,25 miljoen dollar gered.
Musy ontving tweemaal een pauselijke onderscheiding.